# Izraeli űrprogram
Az izraeli űrprogram rakétatechnikájának fejlesztését kezdetben Franciaország segítette. Az önálló útra térés kényszere megteremtette a rakétaeszközök különböző típusainak kifejlesztését, az önálló műholdak elsősorban önvédelmi célokat szolgáltak. A technológiai fejlesztések hatására világszínvonalú űreszközök jöttek létre.

## Történelme
Kezdetben az űrprogram volt izraeli katonai technológia húzóágazata. A polgári felhasználás egyre jobban igényelte a műholdak különböző célokra történő felhasználását.
Az űrkutatást az Izraeli Űrügynökség (ISA) koordinálja, székhelye Tel-Aviv. 1983-ban alapította az izraeli fegyveres erők. Összefogja az Interdiszciplináris Technológiai Központ (Tel Aviv-i Egyetem), a Nemzeti Űrkutatási Bizottság, az Izraeli Tudományos Akadémia, valamint az izraeli repülőgép ipar tudományos ismereteit. Az Ügynökség céljai közé tartozik az új, innovatív és egyedülálló űrtechnológiák, a termelés, a gyártás, az új termékek létrehozása, a tudósok új generációjának bevonása az űrkutatásba, a tudományos kutatás, valamint az űripari terjeszkedés támogatása. Biztosítani, hogy a világ öt legnagyobb országa közé tartozzon az űrkutatás terén.
Együttműködik a kísérlet és az Integrációs Központtal, a földi és tengeri megfigyelő és ellenőrző állomásokkal. Tudományos (kutatás, űrkutatás) eredményességével hozzájárul Izrael nemzetközi elismeréséhez.
Rakétaprogram
1. legfejlettebb minőségi rakéták gyártása, alkalmazásának (olcsó, könnyen kezelhető, mobilizálható, nagy találati pontosság)  elősegítése,
2. űrprogramjában alkalmazni a legfejlettebb tudományos- és technológiai eredményeket (miniatürizálás),
3. kifejlesztett rakétarendszereit nemzetközi együttműködések keretében exportálja, licenceit értékesíti, üzemeltetését segíti,
4. rakétarendszerei eredményesek támadó- és védelmi feladatok ellátására minden fegyvernemnél.

Az Amerikai Egyesült Államok jelentős technológia támogatást nyújt a támadó és védekező rakéta programokhoz.
Izrael gyárt és telepít többféle ballisztikus rakétát, rakéta technológiát, valamint rakétavédelmi rendszereket. Izrael hivatalosan nem résztvevője a Rakétatechnológiai Ellenőrzési Rendszer (MTCR), de "egyoldalú híve"  a kereskedelmi korlátozásoknak.
Júvál Neemán tudós (fizika professzora) és katonai vezető tekinthető az izraeli űrprogram elindítójának, megalapozójának.
A Palmachim légi támaszpont  (Palmikhim; Yavne) a Negev-sivatagban épült. Koordinátái: 31° 53' N 34° 41' E; 31° 54' N 34° 46' E.

## Hordozórakéták
1948-ban az Izraeli Védelmi Erők (IDF) létrehozta a Tudományos Testületet, 1948-1951 között kialakítva a rakéta védelmi technológia (tudományos, gyártási) bázisát. 1948-1968 között a korai rakéták fejlesztésében a francia együttműködés dominált.
A Honvédelmi Minisztérium 1958-ban létrehozta a nemzeti fegyver Fejlesztési Hatóságot (Rafael). A politikai- és katona vezetés döntést hozott a rakétavédelmi erő gyors kiépítéséra.
1961-ben Shavit–2 rakétával indították az első kísérleti meteorológiai szondát.
1963-ban megbízták a francia Dassault Aviation vállalatot, hogy az "Operation Jericho" szerződés alapján készítsen 250-500 kilométer hatótávolságú, 750 kilogramm terhet szállítani képes, 1 kilométeren belüli pontosságú rakétát. 1965-1968 között 16 alkalommal tesztelték, 10 sikeres indítással 450 kilométeres távolságra volt képes robbanófejet szállítani. Franciaország végül 14 komplett Jericho–1 rakétát szállított Izraelbe.
Az 1967-es hatnapos háborút követően 1968 decemberében Franciaország felfüggesztett minden fegyverszállítást Izraelbe, megfosztva Izraelt a francia gyártású rakéták importjától.
A Franciaországban dolgozó mérnökök 1971-re létrehozták a Jericho–1 rakéta gyártó bázisát. Az izraeli védelmi katonapolitika, a rakétatechnikával szembeni elvárások megteremtették az intézményi (egyetemek, kutatóhelyek) és ipari hátteret.
A magas katonai kutatás, a fejlesztés és a termelés költségeinek csökkentésére együttműködési megállapodást írtak alá Iránnal. 1977-ben közös program keretében befejeződött a Jericho–2 (YA–2) rakéta fejlesztése. Az iráni együttműködés az 1979-es iráni forradalommal befejeződött.
1981-ben a katonai hírszerzés vezetője elrendelte, hogy készítsenek felderítő műholdat. A műholdak pályára állítása hordozóeszközöket igényel.
1982-ben a Jericho–2 továbbfejlesztésével kezdődött a Shavit hordozórakéta kialakítása, célként meghatározva műhold pályára állítását.
1988. szeptember 19-én az Ofeq–1 technológiai műhold saját hordozórakétával történő pályára állításával Izrael lett a világ 8. űrhatalma, aki a Szovjetunió, az Amerikai Egyesült Államok, Franciaország, Japán, Kína, Anglia és India után ezt a feladatot teljesítette.
Izrael – Dél-Afrikával kötött katonai együttműködést közép- és hosszú hatótávolságú ballisztikus rakéták fejlesztése és gyártása érdekében.  A Jericho–2 rakéta 1987-es, első tesztrepülésén 800,  1989-ben 1300
kilométeres távolságra jutott.
2005-ben befejeződött a Jericho–3 rakéta fejlesztése. 2008. januárban első, teszt útjára indították.

## Műholdak
- TechSAR – radarfelderítő műhold
- Ofeq–1 – optikai felderítő műhold
- Amos–1 – kommunikációs műhold
- EROS – optikai kettős felhasználású Föld-megfigyelési műhold

## Zsidó űrhajósok

### Más nemzeteknél
- Borisz Valentyinovics Volinov – űrhajó parancsnok,
- Judith Arlene Resnik – küldetés specialista,
- Jeffrey Alan Hoffman – csillagász,
- Martin Joseph Fettman – patológus,
- David Alexander Wolf – villamosmérnök,
- Ellen Louise Shulman Baker – geológus,
- Marsha Ivins – küldetés specialista,
- Scott Jay Horowitz – űrrepülőgép pilóta,

### Nemzeti űrhajós
- Ílán Rámón – STS–107 kutatóűrhajós